# Orion-3000 – Raumfahrt des Grauens
Orion-3000 – Raumfahrt des Grauens (Originaltitel: Il pianeta errante) ist ein italienischer Science-Fiction-Film aus dem Jahr 1966. Er ist der dritte einer vierteiligen Filmreihe, die Antonio Margheriti inszenierte. Die deutsche Erstaufführung war am 14. April 1967.

## Inhalt
Viele Städte in Europa werden durch Erdbeben zerstört. Im All wird ein mysteriöser Planet entdeckt, der nicht nur weiterhin Katastrophen auslöst, sondern auch droht, mit der Erde zu kollidieren. Commander Jackson und seine Crew starten mit einem Raumschiff ins All, um den Planeten zu identifizieren und zu erkunden. In dessen Inneren entdeckt das Team eine Art riesiges Gehirn, dessen Ganglien nachwachsen, wenn sie abgeschnitten werden. Die Astronauten beschließen, den Planeten mit einer Antimaterie-Bombe zu zerstören. Crewmitglied Cpt. Perkinson opfert sich und lässt seine Crew ins Raumschiff zurückkehren, bevor er die Sprengung ausführt.

## Filmreihe
Orion-3000 – Raumfahrt des Grauens ist der dritte Film einer Tetralogie, bestehend aus:
- Raumschiff Alpha (Originaltitel I criminali della galassia)
- Tödliche Nebel (Originaltitel I diafanoidi vengono da Marte)
- Orion-3000 – Raumfahrt des Grauens (Originaltitel Il pianeta errante)
- Dämonen aus dem All (Originaltitel La morte viene dal pianeta Aytin)

## Kritik
Das Lexikon des internationalen Films urteilte knapp: „Science-Fiction-Horror in italienischer Billigversion.“
„Spaßig nur für Freunde von Spaghetti-Science-Fiction-Filmen.“ (Bewertung: Flop.) – Leonard Maltin.
„Leider einer der flacheren [Filme dieser Reihe], den durchzustehen sich als Belastungstest erweist.“ – George R. Reis, DVD Drive-In.

## DVD-Veröffentlichung
Orion-3000 – Raumfahrt des Grauens ist in den USA als War Between the Planets auf einer Doppel-DVD mit dem Film The Creation of the Humanoids erhältlich. Vertrieben wird die DVD von der Firma Dark Sky.
2015 erschien eine deutsche DVD und Blu-ray.